# كين باترسون
كين باترسون (بالإنجليزية: Ken Patterson)‏ هو لاعب كرة قاعدة أمريكي، ولد في 8 يوليو 1964 في كوستا ميسا في الولايات المتحدة.